# University of Nebraska–Lincoln
University of Nebraska–Lincoln (oftast kallat bara University of Nebraska eller UN) är ett amerikanskt offentligt universitet i Lincoln i delstaten Nebraska, USA. Det är Nebraskas äldsta och största universitet.
University of Nebraska grundades 1869, och år 1873 gick den första klassen ut. Mellan 1890 och 1895 ökade antalet studenter från cirka 300 till 1500, och universitetet fortsatte att växa fram till sekelskiftet 1800/1900. Då avtog sakta universitetets expansion, och man diskuterade frågan att flytta universitetet från Lincolns centrala delar, men något sådant blev aldrig av. I slutet av 1940-talet upplevde universitetet ett nytt stort uppsving då hemvändande soldater från andra världskriget behövde utbildningsplatser. Idag är University of Nebraska ett relativt stort och välmående universitet som har en stadig ökning av studerande.
Universitetet har två campus, ett i centrala Lincoln och ett några kilometer öster om staden, som sammanlagt uppgår till 1 139 hektar. Vidare är universitetet något mer selektivt än medel och är således något svårare att komma in på. Det var dock 67 % av alla ansökningar 2008 som godkändes, vilket i princip är något över medel.

## Sport
University of Nebraskas sportlag heter Nebraska Cornhuskers, där framförallt det amerikanska fotbollslaget är välkänt. Nebraska Cornhuskers lag i amerikansk fotboll spelar i Big Ten-Conference och är ett av divisionens mest framgångsrika lag.